# Fort Garland
Fort Garland est un ancien poste militaire de la United States Army établi le 24 juin 1858 dans la vallée de San Luis (en) au Colorado. Nommé en l'honneur du général John Garland (en), le fort était destiné à protéger les colons et contrôler les Utes et Jicarillas de la région. Il a été abandonné le 30 novembre 1883.
Depuis 1970, il est inscrit au Registre national des lieux historiques et abrite un musée.